# المزاج (فلم)
المزاج، فيلم سينمائي مصري، إنتاج وعرض عام 1991، للمخرج علي عبد الخالق وللكاتبة ماجدة خير الله.

## الفنانين المشاركين بالعمل
- مديحة كامل.
- فيفي عبده.
- سناء يونس.
- سعاد نصر.
- أحمد بدير.
- دينا عبد الله.
- ندى بسيوني.
- ألفت سكر.
- وفاء الحكيم.
- نصر سيف.
- فايزة عبد الجواد.
- محمود العراقي.
- نهلة الخطيب.

## روابط خارجية
- مقالات تستعمل روابط فنية بلا صلة مع ويكي بيانات